# Edith Ditmas
Edith Margaret Robertson Ditmas (1896-1986), más conocida como Edith Ditmas o E.D., como la llamaban sus compañeros de profesión, fue una bibliotecaria, documentalista e informatóloga británica. Sus teorías fueron pioneras en el campo de la Información y Documentación científica, siendo algunas de ellas muy citadas posteriormente.

## Biografía
Nace en Weston-super-Mare (Reino Unido) dentro de una familia tradicional ligada al ejército británico. Se gradúa en filología inglesa en la Universidad de Oxford. Desarrolló gran parte de su carrera profesional en la Asociación de Bibliotecarios Británicos (ASLIB), siendo secretaría general de la misma en 1933, sucediendo a SS Bullock hasta 1950. Durante su periodo al frente de ASLIB, consiguió asegurar el futuro de la institución durante la Segunda Guerra Mundial, al reconstruir y proporcionar los canales adecuados por donde fluyera la información técnica militar; durante el conflicto, Ditmas lideró una asociación con una única oficina en Londres y muy poco personal.
En 1947, fue nombrada directora de la revista Journal of Documentation, convirtiendo a la revista en una de las publicaciones más importantes del mundo de la Información y Documentación. En 1962 se jubiló.
Muere en 1986.

## Obra teórica
Edith Ditmas fue la primera mujer teórica en el campo de la Documentación.
Ditmas pertenece a la corriente teórica llamada perspectiva documental de la Documentación (por lo tanto, estaría próxima a las ideas de Paul Otlet), y dentro de esta corriente, se adscribe al subgrupo teórico que considera a la Biblioteconomía respecto a la Documentación como dos disciplinas paralelas. Considera que la materia prima de ambas es la misma, pero no su forma de tratarla. Esta visión conciliadora ha sido apoyada por más documentalistas teóricos. Sus teorías la agrupan junto a otros teóricos como Herbert Coblans, Suzanne Briet, Mortimer Taube o Erich Pietsch.
A partir de 1949, comenzó a publicar sus teorías, especialmente la que ha sido más citada: el proceso documental. Este nombre fue el primero que se acuñó al concepto cadena documental. Ditmas considera que tanto la Biblioteconomía como la Documentación tienen una serie de tareas comunes, entendidas como un proceso exacto y continuo: la selección de materiales, la catalogación y la clasificación. Sin embargo, considera que la bibliotecas terminan este proceso con las labores de distribución de la información y la custodia de los documentos; en cambio, los centros de documentación finalizan con el análisis de contenido.
Ditmas considera que la Documentación es un campo de estudio mucho más amplio que la Biblioteconomía. Es decir, la Biblioteconomía solo realiza una descripción bibliográfica, mientras que la Documentación extrae el contenido. Además, los centros de documentación elaboran nuevos documentos (secundarios) para poner al servicio del usuario.
Por último, Ditmas considera a la Biblioteconomía como un proceso estático, mientras que la Documentación es un proceso dinámico.